# Bawo Ofuloa
Bawo Ofuloa is een bestuurslaag in het regentschap Nias Selatan van de provincie Noord-Sumatra, Indonesië. Bawo Ofuloa telt 454 inwoners (volkstelling 2010).